# Forficula lucasi
Forficula lucasi es una especie de tijereta del género Forficula, familia Forficulidae, orden Dermaptera.

## Distribución
Se distribuye por Omán, Marruecos, Arabia Saudita, Grecia e Israel.

## Taxonomía
Fue descrita por Dohrn en 1865.
Tratamiento taxonómico
La especie aparece registrada y publicada en Versuch einer Monographie der Dermapteren. Entomologische Zeitung, 26, 68–99.